# François Maspero
François Maspero (19 de janeiro de 1932 - 11 de abril de 2015) foi um escritor e tradutor francês.
Uma de suas obras mais conhecidas foi titulada Che Guevara publicada em 1997. Era também tradutor para o idioma francês de inúmeros autores da Espanha e da América Latina, como Luis Sepúlveda, Arturo Perez Reverte, Álvaro Mutis, César Vallejo, Eduardo Mendoza, John Reed, Francesco Biamonti, Arturo Pérez-Reverte, Carlos Ruiz Zafón e Joseph Conrad. Realizou também reportagens para a Radio France e para o jornal Le Monde.
Em 1959 fundou a editora que leva seu nome, que ficou conhecida por publicar trabalhos de Che Guevara, Louis Althusser, Jean-Pierre Vernant, Pierre Vidal-Naquet, Yves Lacoste, Yannis Ritsos, Tahar Ben Jelloun e Nazim Hikmet. Em 1982, a editora foi vendida, passando a ter uma nova denominação, batizada de La Découverte, agora dirigida por François Gèze.

## Obras
- Le Sourire du chat, 1984.
- Le Figuier, 1988.
- Les Passagers du Roissy-Express, 1990.
- Paris bout du monde, 1992.
- L'Honneur de Saint-Arnaud1993.
- Le Temps des Italiens, 1994.
- La Plage noire, 1995.
- Balkans-Transit, 1997.
- Che Guevara, 1997.
- Les Abeilles et la Guêpe, 2002.
- Transit & Cie,  2004.
- Le Vol de la mésange, 2006.
- L'Ombre d'une photographe. Gerda Taro 2006.
- Des saisons au bord de la mer 2009.